# حوسبة قابلة لإعادة التشكيل
الحوسبة القابلة لإعادة التشكيل  (بالإنجليزية: Reconfigurable Computing)‏ هي معمارية الحاسوب التي تتضمن برمجيات مرنة وأداء دقيقا للأجهزة. ويتيح هذا النوع من الحوسبة للمستخدم أن يعيد تشكيل البنية الداخلية لنظام الحاسوب لتتوافق مع المهام المراد تنفيذها، وعليه، الحصول على سرعة أعلى لتنفيذ المهمة المطلوبة. ويجمع هذا النوع من الحوسبة بين سرعة الدارات المصممة لتنفيذ مهمة محددة (Application Specific Integrated Circuit ASIC)  ومرونة الدارات المصممة لتنفيذ أية مهمة عامة.

## مميزات «الحوسبة القابلة لإعادة التشكيل»
يكمن الفرق الرئيسي عند مقارنة هذا النوع من الحوسبة بالمعالجات العادية في القدرة على إجراء تغييرات جوهرية على بنية الجهاز نفسه بالإضافة إلى التحكم في تدفق البيانات. ومن ناحية أخرى، الفرق الرئيسي مع الأجهزة المخصصة أو بمعنى آخر الدوائر المتكاملة المتخصصة بالتطبيق (ASICs) وهي إمكانية التكيف مع الجهاز في وقت التشغيل عن طريق «تحميل» دارة جديدة على بنية إعادة التشكيل.

## التاريخ
مفهوم «الحوسبة القابلة لإعادة» التشكيل ظهر منذ الستينيات، عندما اقترح جيرالد إيسترن في كتابه «مفهوم الكمبيوتر المصنوع من معالج  ومجموعة أجهزة إعادة التشكيل» .حوسبة قابلة لإعادة التشكيل فالمعالج الرئيسي يتحكم بسلوك أجهزة إعادة التشكيل. وهذا الأخير سوف يكون مصمما خصيصاً لأداء مهمة معينة، مثل معالجة الصور أو مطابقة النقش، بأسرع قطعة مخصصة من الجهاز. وبمجرد الانتهاء من المهمة، يمكن تعديل الجهاز للقيام ببعض المهام الأخرى. وقد أدّى هذا إلى ظهور بنية حاسوب هجينة تجمع بين مرونة البرامج وسرعة الأجهزة. وحدثت في الثمانينات والتسعينيات نهضة في هذا المجال من البحوث مع الكثير من أبنية إعادة التشكيل المقترحة والمطورة لتناسب الصناعة والأوساط الأكاديمية مثل:
Copacobana, Matrix, GARP, حوسبة قابلة لإعادة التشكيل Elixent, PACT XPP, Silicon Hive, Montium, Pleiades, Morphosys, and PiCoGA.حوسبة قابلة لإعادة التشكيل
وكانت هذه التصاميم ممكنة بسبب التقدم الثابت لتكنولوجيا السيليكون الذي سمح لتصاميم معقدة أن تطبق على رقاقة واحدة. وأول حاسوب تجاري قابل لإعادة التشكيل هو Algotronix CHS2X4، وقد اكتمل في العام 1991. لم يكن نجاحاً تجارياً، ولكنه كان واعداً كفاية أن إكسلينيكسXilinxمخترع مصفوفات البوابة القابلة للبرمجة في المجالFPGAsقام بشراء التكنولوجيا وتعاقد مع موظفين شركة الجوترونيكسحوسبة قابلة لإعادة التشكيل.

## النظريات
كان هناك أكثر من نظرية في مجال «الحوسبة القابلة لإعادة»، وهي:
1. نظرية التصنيف للدكتور (Nick Tredennick): وتنص النظرية على أن النموذج الأساسي لعملية الحوسبة القابلة لإعادة التشكيل هي آلة تنفيذ النماذج التي تستند إلى الاختلافات بين نماذج الأجهزة التي يتم إدخالها .2
2. نظرية (Hartenstein's Xputer): وهي نظرية العالم  راينر هارتنستين (Reiner Hartenstein) التي يصف فيها الحوسبة القابلة لإعادة التشكيل بأنها تسرع عمليات نقل العوامل وتوفر في استهلاك الطاقة لذلك كانت الحوسبة القابلة لإعادة التشكيل نقلة نوعية في عالم الأجهزة.[8]

## الأنظمة الحالية
- محاكاة الحاسوب:

مع ظهور لوحات  FPGA بأسعار معقولة ومنافسة وازدياد سعي الطلاب والهواة لإعادة بناء  أجهزة الكمبيوتر، حوسبة قابلة لإعادة التشكيلحوسبة قابلة لإعادة التشكيلحوسبة قابلة لإعادة التشكيل تم بناء هذه المشاريع مع الأجهزة القابلة لإعادة التشكيل FPGA  وبعض الأجهزة التي تدعم أجهزة محاكاة الحاسوب باستخدام جهاز واحد قابل لإعادة التشكيل.C-one
- شركة Xilinx :

وقد وضعت نمطين قائمين على وحدة الفرق لإعادة تشكيل جزئي لأجهزة FPGA، وإعادة التشكيل الجزئية القائمة على وحدة الفرق تستخدم لإعادة تشكيل أجزاء وحدات من التصميم، في حين أن إعادة التشكيل الجزئي القائم على الاختلاف يمكن استخدامها عند إجراء تغيير صغير على التصميم.
- شركة الأجهزة الوطنية (National Instrument):

وطورت نظام حاسوبي مهجن يسمى CompactRIO. يتألف من هيكل قابل لإعادة التشكيل لمستخدم البرمجة، وحدات الإدخال والإخراج القابلة للتبديل السريع،  ووحدة تتحكم في الوقت الحقيقي، وبرنامج رسومي سريع.
- شركة إنتلحوسبة قابلة لإعادة التشكيل

يدعم إعادة التشكيل الجزئي لأجهزة FPGA على أجهزة 28 نانومتر مثل ستراتيكس الخامس،حوسبة قابلة لإعادة التشكيل  وعلى 20 نانومتر على جهاز 10Arria . حوسبة قابلة لإعادة التشكيل ويستند تدفق إنتل FPGA الجزئي لإعادة تشكيل 10Arria  على منهجية التصميم الهرمي في برنامج «كوارتس برو» حيث يقوم المستخدمون بإنشاء أقسام فعلية من الـ FPGA التي يمكن إعادة تشكيلها في وقت التشغيل في حين أن ما تبقى من التصميم لا يزال يعمل. حوسبة قابلة لإعادة التشكيلكما يدعم برنامج «كوارتس برو» إعادة الهيكلة الجزئية الهرمية ومحاكاة إعادة التشكيل الجزئي.
5- التحديات والصعوبات التي تواجه نظم التشغيل
من أهم التحديات التي تواجه نظام التشغيل هي إتاحة إنتاج مستويات عالية وسهلة الاستخدام من أنظمة الحوسبة القابلة لإعادة التشكيل للمستخدمين المبتدئين الذين ليس باستطاعتهم فهم المفاهيم الأساسية للنظام، وطريقة القيام بذلك هي المعايرة والتجريد، التي عادة ما يدعمها وينفذها نظام التشغيل.حوسبة قابلة لإعادة التشكيل وذلك واحدة من المهام الرئيسية لنظام التشغيل هو إخفاء الأجهزة والبرامج والمبرمجين وإبقاء البرامج منسقة ومتجانسة وقابلة للتفعيل، وبذلك فإن المهمتين الرئيسيتين لأي نظام تشغيل هما التجريد وإدارة الموارد.حوسبة قابلة لإعادة التشكيل